# Rezervația ornitologică Vasilișina
Vasilișina (în ucraineană Василишине) este o rezervație ornitologică de importanță locală din raionul Noua Suliță, regiunea Cernăuți (Ucraina), situată la nord-vest de satul Rarancea.
Suprafața ariei protejate constituie 22 de hectare și a fost înființată în anul 1999 prin decizia consiliului regional. Statutul a fost acordat pentru protejarea locurilor de cuibărit (pajiști) ale cristelului de câmp, o specie listată pe Lista Roșie a IUCN.